# Каліфорнійська безнога ящірка
Каліфорнійська безнога ящірка (Anniella pulchra) — представник роду Anniella родини Безногих ящірок. Є 2 підвиди.

## Опис
Загальна довжина цієї ящірки сягає 18—25 см. Колір тулуба зверху коричневий або сірувато—оливковий з вузькими темними лініями по спині й з боків. Зустрічаються також темні однокольорові представники. Голова у каліфорнійської безногої ящірки нагадує лопату. Скроневі дуги відсутні, кістяні пластинки, які знаходяться під лускою тулуба, слабкорозвинуті. Сам тулуб тонкий, вкритий дрібною лускою на кшталт риб'ячої. Тулуб хробакоподібний. В наявності є вуха, які закриті шкірою. Очі невеликі, повіки роздільні та гарно розвинуті.

## Спосіб життя
Полюбляє піщані місцевості з невеличкою рослинністю. Ховається серед каміння, під стовбурами дерев. Часто заривається у ґрунт на глибину 10—15 см. Тут ця ящірка прокладає вузькі проходи. Харчується комахами та їх личинками. За запахом може знаходити здобич, при цьому вона її швидко хапає, висовуючи голову з піску.
Це яйцеживородні ящірки. Зазвичай з вересня до листопада народжується 1—2 дитинчати розміром 4,5—5 см.

## Розповсюдження
Мешкає на каліфорнійському узбережжі Тихого океану — вздовж Каліфорнійського півострова (Мексика) до м.Сан-Франциско (США).

## Підвиди
- Anniella pulchra nigra
- Anniella pulchra pulchra